# Leichtathletik-Europameisterschaften 1962/Weitsprung der Männer

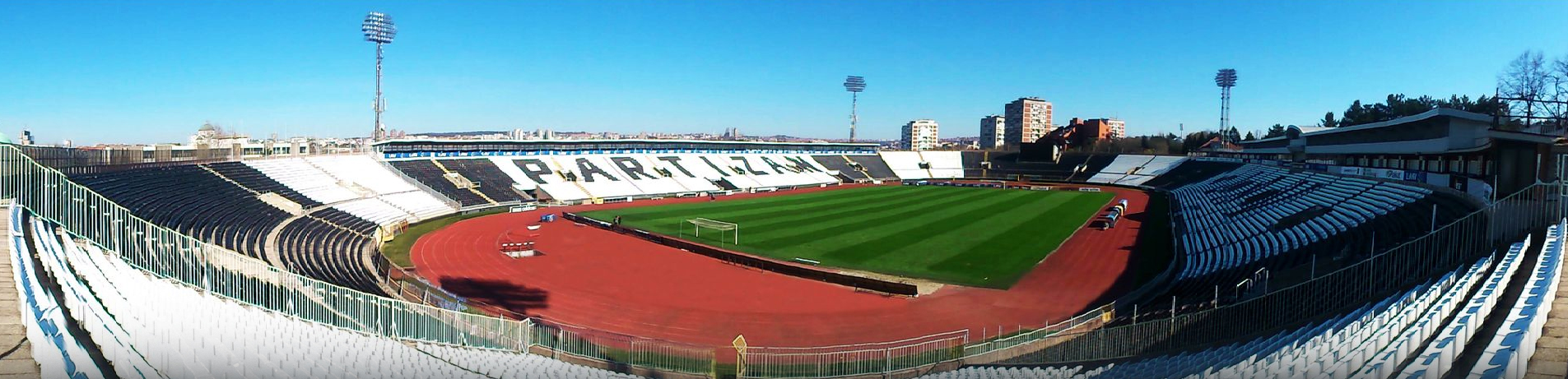
Panoramablick auf das Partizan-Stadion 2014 – 52 Jahre
nach den dortigen Europameisterschaften

Der Weitsprung der Männer bei den Leichtathletik-Europameisterschaften 1962 wurde am 13. und 14. September 1962 im Belgrader Partizan-Stadion ausgetragen.
Mit Silber und Bronze gewann Finnland zwei Medaillen. Europameister wurde der sowjetische Olympiadritte von 1960, Titelverteidiger und Weltrekordinhaber Igor Ter-Owanessjan. Den zweiten Platz belegte Rainer Stenius. Pentti Eskola errang die Bronzemedaille.

## Rekorde

### Bestehende Rekorde
| Weltrekord           | 8,31 m | Igor Ter-Owanessjan | Jerewan, Sowjetunion (heute Armenien) | 10. Juni 1962   |
| Europarekord         | 8,31 m | Igor Ter-Owanessjan | Jerewan, Sowjetunion (heute Armenien) | 10. Juni 1962   |
| Meisterschaftsrekord | 7,81 m | Igor Ter-Owanessjan | EM Stockholm, Schweden                | 20. August 1958 |

### Rekordverbesserung
Der sowjetische Europameister Igor Ter-Owanessjan übertraf die Weites seines eigenen EM-Rekord insgesamt fünfmal – zunächst in der Qualifikation mit 7,82 m und dann im Finale mit 8,05 m (w) – 8,19 m (w) – 7,85 m (w) – 7,87 m m (w) vier weitere Male. Doch außer dem Ergebnis aus der Qualifikation waren alle anderen Resultate durch zu starken Rückenwind unterstützt.
So gab es offiziell den folgenden neuen Meisterschaftsrekord:

7,82 m – Igor Ter-Owanessjan (Sowjetunion), Qualifikation am 13. September

## Legende
Kurze Übersicht zur Bedeutung der Symbolik – so üblicherweise auch in sonstigen Veröffentlichungen verwendet:
| w   | zu starker Rückenwind                       |
| NWI | keine Windinformation (no wind information) |

## Qualifikation
13. September 1962, 9.00 Uhr
Die zwanzig Teilnehmer traten zu einer gemeinsamen Qualifikationsrunde an. Sechs Athleten (hellblau unterlegt) übertrafen die Qualifikationsweite für den direkten Finaleinzug von 7,50 m. Damit war die Mindestanzahl von zwölf Finalteilnehmern nicht erreicht. Das Finalfeld wurde mit den nächsten sechs bestplatzierten Sportlern (hellgrün unterlegt) auf zwölf Springer aufgefüllt. So reichten schließlich 7,37 m für die Finalteilnahme.
| Platz | Name                       | Nation         | Weite (m) |
| ----- | -------------------------- | -------------- | --------- |
| 1     | Igor Ter-Owanessjan        | Sowjetunion    | 7,82 CR   |
| 2     | Dmytro Bondarenko          | Sowjetunion    | 7,67      |
| 3     | Jorma Valkama              | Finnland       | 7,65      |
| 4     | Pentti Eskola              | Finnland       | 7,62      |
| 5     | Ali Brakchi                | Frankreich     | 7,57      |
| 6     | Rainer Stenius             | Finnland       | 7,51      |
| 7     | Waldemar Gawron            | Polen          | 7,49      |
| 8     | Iwan Iwanow                | Bulgarien      | 7,45      |
| 9     | Klaus Beer                 | Deutschland    | 7,45      |
| 10    | Henrik Kalocsai            | Ungarn         | 7,41      |
| 11    | John Howell                | Großbritannien | 7,37      |
| 12    | Lynn Davies                | Großbritannien | 7,37      |
| 13    | Wolfgang Klein             | Deutschland    | 7,36      |
| 14    | Mihai Calnicov             | Rumänien       | 7,32      |
| 15    | Luis Felipe Areta Sampériz | Spanien        | 7,27      |
| 16    | Pedro de Almeida           | Portugal       | 7,23      |
| 17    | John Morbey                | Großbritannien | 7,12      |
| 18    | Alain Veron                | Frankreich     | 7,09      |
| 19    | Pierre Schneidegger        | Schweiz        | 7,06      |
| 20    | Bronislav Munjic           | Jugoslawien    | 7,01      |
| DNS   | Jan Jakolski               | Polen          |           |
| DNS   | Józef Szmidt               | Polen          |           |

## Finale

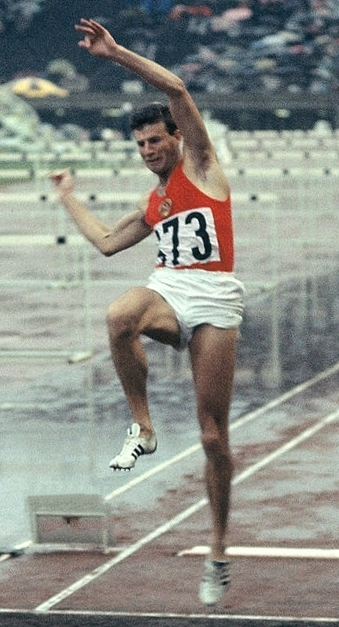
Zweiter EM-Titel für Igor Ter-Owanessjan
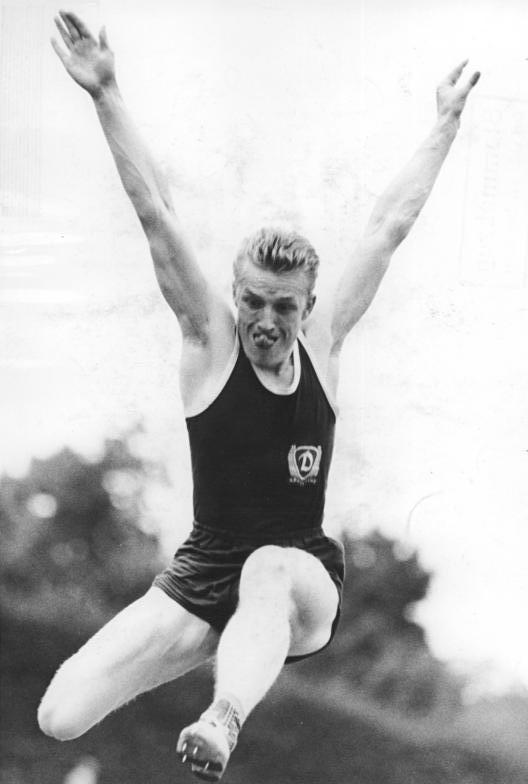
Klaus Beer kam auf den siebten Platz
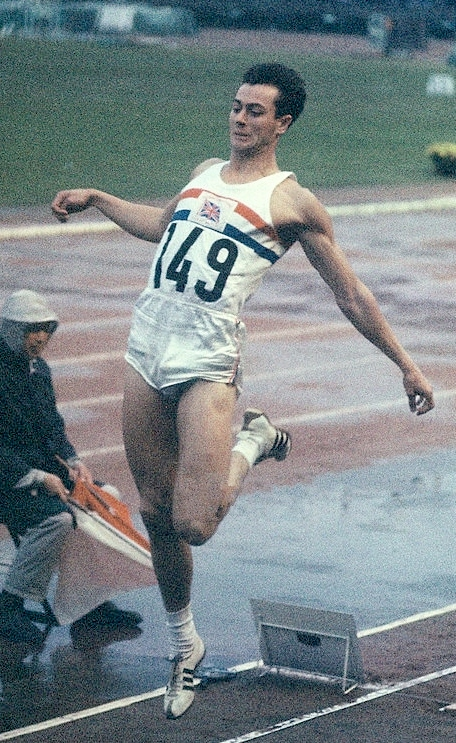
Lynn Davies wurde Elfter
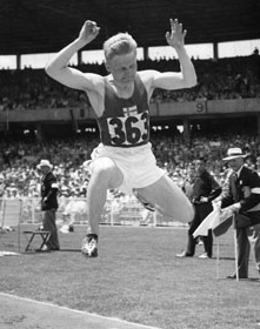
Rang zwölf für Jorma Valkama

14. September 1962, 16.30 Uhr
| Platz | Name                | Nation         | Weite (m) |
| ----- | ------------------- | -------------- | --------- |
| 1     | Igor Ter-Owanessjan | Sowjetunion    | 8,19 w    |
| 2     | Rainer Stenius      | Finnland       | 7,8500    |
| 3     | Pentti Eskola       | Finnland       | 7,8500    |
| 4     | Dmytro Bondarenko   | Sowjetunion    | 7,8300    |
| 5     | Waldemar Gawron     | Polen          | 7,7300    |
| 6     | Henrik Kalocsai     | Ungarn         | 7,6600    |
| 7     | Klaus Beer          | Deutschland    | 7,5200    |
| 8     | Ali Brakchi         | Frankreich     | 7,4100    |
| 9     | John Howell         | Großbritannien | 7,4000    |
| 10    | Iwan Iwanow         | Bulgarien      | 7,3300    |
| 11    | Lynn Davies         | Großbritannien | 7,3300    |
| 12    | Jorma Valkama       | Finnland       | 6,7800    |

Europameister Igor Ter-Owanessjan hatte im Finale folgende Serie zu verzeichnen:

8,05 m (w) – 8,19 m (w) – 7,85 m (w) – x – 7,74 m (NWI) – 7,87 m (w).